# Josef Stepberger
Josef Stepberger (* 10. März 1928) ist ein ehemaliger deutscher Fußballspieler, der für den FC Bayern München aktiv war.

## Karriere
Stepberger gehörte von 1946 bis 1950 dem FC Bayern München an, für den er in vier Spielzeiten in der Oberliga Süd, der seinerzeit höchsten deutschen Spielklasse, 25 Punktspiele bestritt und sieben Tore erzielte. Sein erstes von 18 Punktspielen in seiner Premierensaison bestritt er am 3. November 1946 (6. Spieltag) bei der 2:3-Niederlage im Heimspiel gegen Phönix Karlsruhe; sein erstes von sechs Toren erzielte er am 17. November 1946 (8. Spieltag) beim 5:1-Sieg im Heimspiel gegen den BC Augsburg. In seiner zweiten Saison bestritt er vier Punktspiele und erzielte ein Tor. Das Siegtor zum 1:0 bei den Sportfreunden Stuttgart am 5. Oktober 1947 (5. Spieltag) gelang ihm sogleich in seinem ersten Saisonspiel. In der Folgesaison bestritt er einzig am 12. Dezember 1948 (13. Spieltag), bei der 0:1-Niederlage im Heimspiel gegen Kickers Offenbach, ein Punktspiel. In seiner letzten Saison kam er noch zweimal zum Einsatz, wobei er sein letztes Oberligaspiel für die Bayern am 23. Oktober 1949 (6. Spieltag) bei der 0:2-Niederlage im Auswärtsspiel gegen den BC Augsburg bestritt.